# Cheepurupalle
Cheepurupalle es una ciudad censal situada en el distrito de Vizianagaram en el estado de Andhra Pradesh (India). Su población es de 14847 habitantes (2011). Se encuentra a 55 km de Vizianagaram .

## Demografía
Según el censo de 2011 la población de Cheepurupalle era de 14847 habitantes, de los cuales 6878 eran hombres y 7969 eran mujeres. Cheepurupalle tiene una tasa media de alfabetización del 74,41%, superior a la media estatal del 67,02%: la alfabetización masculina es del 80,77%, y la alfabetización femenina del 69,05%.